# Siegmund Günther

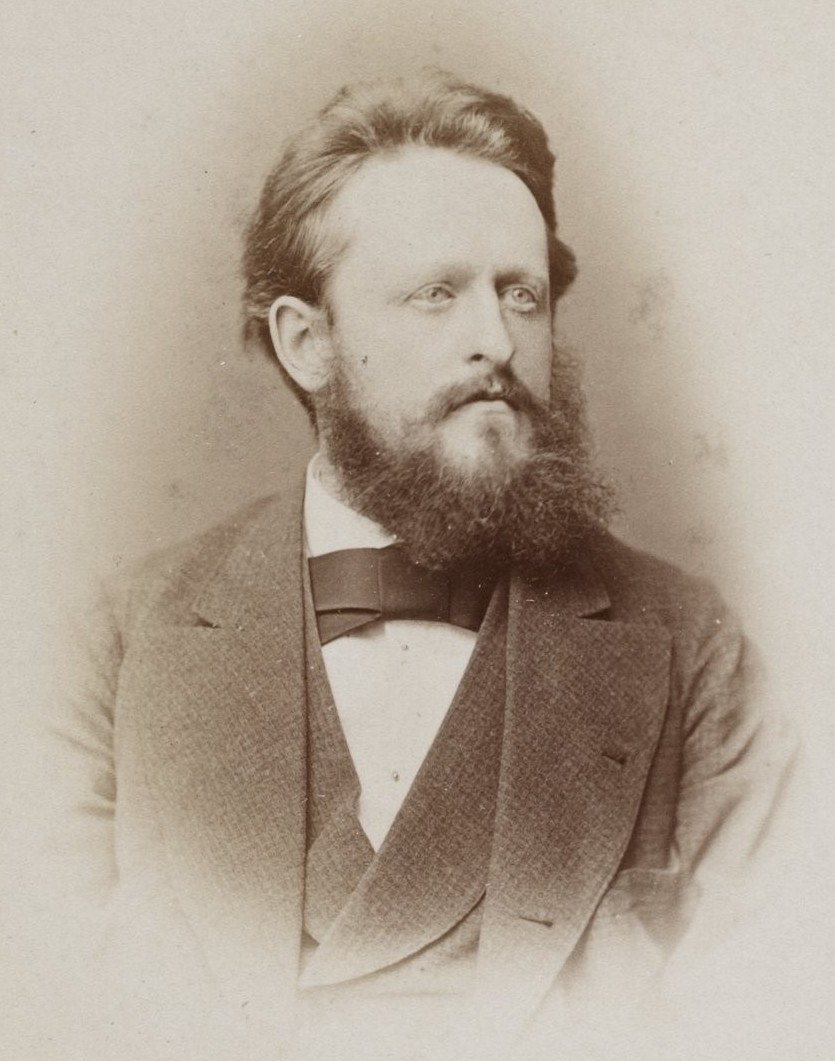
Siegmund Günther

Adam Wilhelm Siegmund Günther (* 6. Februar 1848 in Nürnberg; † 4. Februar 1923 in München) war ein deutscher Geograph, Mathematikhistoriker, Naturwissenschaftler und Politiker.

## Leben
Siegmund Günther, Sohn eines Nürnberger Kaufmanns, besuchte von 1855 bis 1865 das Gymnasium seiner Vaterstadt. Bereits als Schüler entwickelte er eine Vorliebe für die Geografie. Nach der Reifeprüfung bezog Günther die Universität Erlangen und wurde 1865 Mitglied der Burschenschaft Bubenruthia. Da das Studienfach Geografie damals noch nicht existierte, studierte Günther Mathematik und Physik. Er wechselte im Lauf der Jahre an die Studienorte Heidelberg, Leipzig, Berlin und Göttingen. Bei Ausbruch des Deutsch-Französischen Krieges unterbrach er 1870 sein Studium und meldete sich als Kriegsfreiwilliger. Nach der Entlassung 1871 legte er das Erste Staatsexamen in Mathematik ab.
Ein Jahr nach dem Examen, 1872, wurde er mit der Dissertation Studien zur theoretischen Photometrie promoviert und wurde Lehrer am Realgymnasium zu Weißenburg am Sand. Schon nach einem Jahr habilitierte er sich mit einer Darstellung der Näherungswerte von Kettenbrüchen in independenter Form, verließ den Schuldienst und ging als Privatdozent für Mathematik an die Universität Erlangen. 1875 wechselte er für drei Semester an die Technische Hochschule München. 1877 verbrachte er ein halbes Jahr als Hilfslehrer am Gymnasium zu Amberg und wurde dann zum Gymnasialprofessor für Mathematik und Physik in Ansbach ernannt. Nach neun Jahren Tätigkeit wurde er als Nachfolger Friedrich Ratzels auf den Lehrstuhl für Geografie an die Technische Hochschule München berufen. Günther entfaltete eine rege Lehrtätigkeit weit über die Grenzen seines Faches hinaus. Er sorgte für eine Ausstattung des Geographischen Seminars nach neuesten technischen Standards. Von 1911 bis 1913 war er Rektor der Technischen Hochschule München.
Günther gehörte von 1878 bis 1884 dem Deutschen Reichstag als Abgeordneter der Deutschen Fortschrittspartei an, zunächst für den Wahlkreis Mittelfranken 1 (Nürnberg), später der Deutschen Freisinnigen Partei Wahlkreis Berlin 5 (Spandauer Vorstadt).
Im Jahr 1877 wurde Günther zum Mitglied der Gelehrtengesellschaft Leopoldina gewählt. Die Naturhistorische Gesellschaft zu Nürnberg ernannte ihn zum Ehrenmitglied und widmete ihm zu seinem 60. Geburtstag eine Preisschrift. Er wurde 1900 zum außerordentlichen, 1905 zum ordentlichen Mitglied der Mathematisch-Physikalischen Klasse der Bayerischen Akademie der Wissenschaften gewählt. Er war Inhaber des Verdienstordens vom Hl. Michael IV. Klasse.

## Zitat
„Bekanntlich wurde bald nach der Abstimmung über das Gesetz betreffs der Verlängerung der Gültigkeitsdauer des Socialistengesetzes im vorigen Mai bekannt, daß die Freisinnigen, obwohl Gegner des Gesetzes, aus Furcht davor, daß eine Ablehnung desselben ihnen Schaden zufügen könne, einige der ihrigen „abcommandirt“ hatten, um die Ablehnung zu verhindern. Bald nach den Wahlen wurde diese Sache von Neuem in einer Berliner Parteiversammlung zur Sprache gebracht, indeß von den Führern der „Freisinnigen“ in Abrede gestellt. Neulich kam bei Berathung des Rechenschaftsberichts über die Ausführung des Socialistengesetzes die Sache im Reichstage wieder zur Sprache, und hier nahm nun Herr Eugen Richter Gelegenheit zu erklären, „daß weder der Herr Abg. Kämpffer (der als Zeuge hierfür angeführt worden war) noch ein anderes Mitglied der freisinnigen Partei im Auftrage des Parteivorstandes eine Aufforderung erhalten hat, hier nicht zu erscheinen.“ Nun kommt aber der frühere freisinnige Abg. Kämpffer mit der Enthüllung, daß der Abg. Günther-Berlin und noch 10 oder 12 andere Collegen gleichlautende, „i. A.: Dr. Hermes“ unterzeichnete Briefe erhalten hätten, des Inhalts, „daß ihre Anwesenheit bei der Abstimmung über das Socialistengesetz nicht nöthig sei“, und daß Herr Dr. O. Hermes, von Kämpffer befragt, in wessen Auftrage er diese Briefe geschrieben, geantwortet habe: „Nun, in Eugen’s Namen“. Nun hat aber, wie oben bemerkt, Eugen Richter geleugnet, daß solche Briefe im Auftrage des Parteivorstandes geschrieben wären. Daraus folgt entweder, daß Herr Eugen Richter die Unwahrheit gesagt hat, oder daß er, je nach Bedarf, in zwei Rollen auftritt, bald als Parteivorstand, bald als Privatmann, und daß er sich der Tarnkappe als Privatmann bedient, wenn er als Parteivorstand zur Rechenschaft gezogen wird. Das ist recht bequem.“

## Werk
Günthers Publikationstätigkeit war zunächst mathematisch ausgerichtet. Größere Bekanntheit erlangte er schon als Gymnasiallehrer mit zahlreichen Schulprogrammen und Handbüchern. Von 1876 bis 1886 gehörte er zu den Redakteuren der Zeitschrift für den mathematischen und naturwissenschaftlichen Unterricht. Neben wichtigen Problembesprechungen und -lösungen beschäftigte sich Günther intensiv mit der Mathematikgeschichte und verknüpfte insbesondere mathematische mit geografischen Forschungsfragen. 1876 erschien seine Vermischte Untersuchungen zur Geschichte der mathematischen Wissenschaften, 1908 seine Geschichte der Mathematik I: Von den ältesten Zeiten bis Cartesius und 1887 seine Geschichte des mathematischen Unterrichts im deutschen Mittelalter bis zum Jahre 1525.
Neben der Mathematik war die Meteorologie ein weiterer Schwerpunkt der Arbeit Günthers. Seine frühen Arbeiten Der Einfluß der Himmelskörper auf die Witterungsverhältnisse (1874) und Praktische Meteorologie (1881) fanden großen Beifall. Nach 1900 führte er breit angelegte Forschungen über das Phänomen der Erdbeben aus, und auch vulkanologischen Studien widmete er sich. Den größten Ruhm aber brachten ihm seine geophysikalischen Schriften ein, besonders sein Hauptwerk Handbuch der Geophysik (zwei Bände 1. Auflage 1884/1885, 2. Auflage 1897/1898). Auch die Geschichte der Erdkunde (Leipzig und Wien 1904) war das erste Werk seiner Art. 1915 erschien in der Sammlung Göschen des Verlags Walter de Gruyter der Band Astronomische Geographie (Neudruck 1919).
Günther verfasste zahlreiche Biographien. Allein für die Allgemeine Deutsche Biographie schrieb er mehr als 200 Beiträge. Er verfasste den allgemeinen einleitenden Teil im vierten Band der Vorlesungen über Geschichte der Mathematik von Moritz Cantor (1908) über Mathematik des ausgehenden 18. Jahrhunderts.
Publikationen (Auswahl)
- Darstellung der Näherungswerthe der Kettenbrüche in independenter Form. Eduard Besold, Erlangen, 1873.
- Vermischte Untersuchungen zur Geschichte der mathematischen Wissenschaften. Teubner, Leipzig, 1876.
- Lehrbuch der Determinanten-Theorie für Studirende. Eduard Besold, Erlangen, 1877.
- Die Lehre von den gewöhnlichen und verallgemeinerten Hyperbelfunktionen. Louis Nebert, Halle, 1881.
- Parabolische Logarithmen und parabolische Trigonometrie. Teubner, Leipzig, 1882.
- mit Wilhelm Götz: Geographie für bayerische Gymnasien. Zweite Auflage, Fritz Buchner, Bamberg 1891 (MDZ)